# 維多利亞 (智利)
38°14′S 72°20′W / 38.233°S 72.333°W

維多利亞（西班牙語：Victoria），是智利的城市，位於該國南部阿勞卡尼亞大區的馬雷科省，始建於1881年3月28日，面積1,256平方公里，海拔高度334米，2012年人口32,448人，人口密度每平方公里26人。